# Nämnden för Rh-anpassad utbildning
Nämnden för Rh-anpassad utbildning, även kallad Rh-nämnden, var en central antagningsnämnd som ansvarade för antagning av rörelsehindrade till Rh-anpassad utbildning vid riksgymnasierna (Rg/Rh) i Stockholm, Göteborg, Umeå och Kristianstad.
Rh-nämnden var verksam till och med den 30 juni 2008. Den 1 juli 2008 övertogs Rh-nämndens uppdrag av en särskild beslutandenämnd inom Specialpedagogiska skolmyndigheten.